# Fallen Empires
Fallen empires es el sexto álbum de estudio de la banda Snow Patrol. Gary Lightbody anunció el título el 21 de julio de 2011. El álbum fue lanzado el 11 de noviembre de 2011, y el 10 de enero de 2012 en Norteamérica.
Cuando se preguntó sobre el proceso de grabación del álbum el 7 de septiembre de 2011, Gary Lightbody comentó diciendo: "Ha sido el álbum más largo que hemos hecho, pero sin duda el mejor. Nos tomamos nuestro tiempo al igual que ya tenía algunas ideas en mente. Es la primera vez que pasa en un largo tiempo. Ha habido días en los que no he sido capaz de componer. Desde el 2009 hemos estado escribiendo y componiendo y me alegra que los resultados hayan sido buenos." 
Snow Patrol planea hacer el Fallen empires tour en 2012 comenzado en el O2 en Dublín seguido de un expansivo tour por el Reino Unido, el cual fue anunciado en la página web oficial de la banda.
En 2011, Fallen empires vendió 269 000 copias en el Reino Unido. El álbum debutó en el número cinco en US Billboard 200, vendiendo 31 000 copias. Se convirtió en el álbum mejor posicionado de la banda en el top-ten.
El tema «Called out in the dark» se convirtió en el primer sencillo de este nuevo álbum.
El tema «This isn't everything you are» fue lanzado como segundo sencillo.
La canción «In the end» se convirtió en el tercer sencillo del álbum.
El tema «New York» fue el cuarto y último sencillo del álbum.

## Lista de canciones
La lista de canciones de "Fallen Empires" es la siguiente:

Todas las letras escritas por Gary Lightbody, toda la música compuesta por Snow Patrol, excepto "New York" que fue escrita por Lightbody and Johnny McDaid. 
| N.º | Título                                 | Duración |  |
| 1.  | «I'll Never Let Go»                    | 4:44     |  |
| 2.  | «Called Out in the Dark»               | 4:01     |  |
| 3.  | «The Weight of Love»                   | 4:17     |  |
| 4.  | «This Isn't Everything You Are»        | 4:58     |  |
| 5.  | «The Garden Rules»                     | 4:29     |  |
| 6.  | «Fallen Empires»                       | 5:20     |  |
| 7.  | «Berlin»                               | 2:05     |  |
| 8.  | «Lifening»                             | 3:53     |  |
| 9.  | «New York»                             | 4:01     |  |
| 10. | «In the End»                           | 4:00     |  |
| 11. | «Those Distant Bells»                  | 3:17     |  |
| 12. | «The Symphony»                         | 6:07     |  |
| 13. | «The President»                        | 4:35     |  |
| 14. | «Broken Bottles Form a Star (Prelude)» | 1:30     |  |

## Listas y certificaciones

### Listas semanales
| Lista de álbumes (2011) | Mejor posición |
| ----------------------- | -------------- |
| Australia               | 24             |
| Austria                 | 10             |
| Bélgica (Flandes)       | 4              |
| Bélgica (Valonia)       | 9              |
| Canadá                  | 2              |
| Dinamarca               | 27             |
| P.Bajos                 | 1              |
| Finlandia               | 46             |
| Francia                 | 70             |
| Alemania                | 3              |
| Irlanda                 | 1              |
| México                  | 90             |
| N.Zelanda               | 27             |
| Noruega                 | 40             |
| España                  | 65             |
| Suiza                   | 6              |
| R.Unido                 | 3              |
| Billboard 200 EE. UU.   | 5              |

### Listas anuales
| Lista de álbumes (2011) | Posición |
| ----------------------- | -------- |
| Alemania                | 71       |
| R.Unido                 | 40       |